# Доктор Ху (15. сезона)
Петнаеста сезона британске научнофантастичне телевизијске серије Доктор Ху је почела 3. септембра 1977. епизодом Терор Фанг Рока (1. део), а завршила се епизодом Најезда времена (6. део). У четвртој сезони Четвртог Доктора, нови продуцент Грејем Вилијамс постао је продуцент ове сезоне (и две следеће), док је Роберт Холмс оставио уређење сценарија Ентонију Риду после пола сезоне.

## Улоге
- Том Бејкер као Четврти Доктор
- Луиз Џејмсон као Лила
- Џон Лисон као К9 (епизоде 6−9, 12−26)[а]

Том Бејкер и Луиз Џејмсон настављају са својим улогама Четвртог Доктора и Лиле. К9, кога игра Џон Лисон, први пут се појављује током другог серијала Невидљиви непријатељ. Луиз Џејмсон се последњи пут појављује као Лила у серијалу Најезда времена.

## Епизоде
Грејем Вилијамс преузео је дужност продуцента од Филипа Хинчлајфа. Роберта Холмса је на месту уредника сценарија заменио Ентони Рид током серијала Творци Сунца. Сезона је узела кратку паузу од две недеље током божићног раздобља 1977. између емитовања серијала Творци Сунца и Подземље.
| Бр. еп. (укупно) | Бр. еп. (у сезони) | Наслов                          | Редитељ            | Сценариста                   | Премијера           | Гледаност у Британији (милиони) |
| --- | ------------------ | ------------------------------- | ------------------ | ---------------------------- | ------------------- | ------------------------------- |
| 454 | 1                  | "Ужас Фенг Рока (1. део)"       | Педи Расел         | Теренс Дикс                  | 3. септембар 1977.  | 6.80                            |
| ТАРДИС слеће у близини светионика на изолованом стеновитом острву непосредно након што комета удари у оближње море и изненадна је хладна магла. Убрзо након тога, електрични проблеми завладају генератором и један од чувара тајанствено умире. |                    |                                 |                    |                              |                     |                                 |
| 455 | 2                  | "Ужас Фенг Рока (2. део)"       | Педи Расел         | Теренс Дикс                  | 10. септембар 1977. | 7.10                            |
| Уз необјашњиве електричне проблеме који спречавају светионик да одржи стабилан сноп, безобразни брод се судара о острвске стене. Четири потресена и незадовољна преживела придружују се људима унутра где Доктор претпоставља да су сви пажљиво испитани, што је увод у напад. |                    |                                 |                    |                              |                     |                                 |
| 456 | 3                  | "Ужас Фенг Рока (3. део)"       | Педи Расел         | Теренс Дикс                  | 17. септембар 1977. | 9.80                            |
| Чује се смртни врисак, али су сви пописани. На крају, Доктор проналази тело скривено, али старо неколико сати са укоченошћу која се већ настањује, што значи да је у њиховој средини камелеон. Потпуно одсечен од остатка света и са све већим бројем лешева, Доктор се пита шта је тачно закључао у светионику са свима њима. |                    |                                 |                    |                              |                     |                                 |
| 457 | 4                  | "Ужас Фенг Рока (4. део)"       | Педи Расел         | Теренс Дикс                  | 24. септембар 1977. | 9.90                            |
| Без много чега да се плаши, а његов матични брод који се спрема да слети и претвори Земљу у базу за напад ванземаљаца, електрично напуњен Рутан извиђач одбацује своју људску маску и отворено напада. |                    |                                 |                    |                              |                     |                                 |
| 458 | 5                  | "Невидљиви непријатељ (1. део)" | Дерик Гудвин       | Боб Бејкер и Дејв Мартин     | 1. октобар 1977.    | 8.60                            |
| Године 5000. године посада од три члана стиже на планету Титан, али несвесно постају домаћини ванземаљском вирусу који их чини непријатељским. Ухвативши сигнал за помоћ у ТАРДИС-у, Доктор и Лила крећу на планету да истраже. |                    |                                 |                    |                              |                     |                                 |
| 459 | 6                  | "Невидљиви непријатељ (2. део)" | Дерик Гудвин       | Боб Бејкер и Дејв Мартин     | 8. октобар 1977.    | 7.30                            |
| Доктор се увлачи у себе, борећи се против гласа у својој глави који покушава да преузме његову интелигенцију. |                    |                                 |                    |                              |                     |                                 |
| 460 | 7                  | "Невидљиви непријатељ (3. део)" | Дерик Гудвин       | Боб Бејкер и Дејв Мартин     | 15. октобар 1977.   | 7.50                            |
| Медицински центар поставља одбрану од ванземаљских сила које покушавају да преузму Доктора у коми док двојници Лиле и Доктора постају микроскопски како би могли да пронађу интелигентну заразу која му је у глави. |                    |                                 |                    |                              |                     |                                 |
| 461 | 8                  | "Невидљиви непријатељ (4. део)" | Дерик Гудвин       | Боб Бејкер и Дејв Мартин     | 22. октобар 1977.   | 8.30                            |
| У покушају да се двојници извуку из Доктора, ванземаљски вирус се доводи из микробног света у макро-свет и спреман је да се појави. |                    |                                 |                    |                              |                     |                                 |
| 462 | 9                  | "Слика Фендала (1. део)"        | Џорџ Септон-Фостер | Крис Бохер                   | 29. октобар 1977.   | 6.70                            |
| Археолози у близини наводно уклете шуме користе временски скенер да истраже историју злокобне лобање старе 12 милиона година, стварајући рупу у времену која привлачи Докторову пажњу. |                    |                                 |                    |                              |                     |                                 |
| 463 | 10                 | "Слика Фендала (2. део)"        | Џорџ Септон-Фостер | Крис Бохер                   | 5. новембар 1977.   | 7.50                            |
| Сваки пут када археолози истражују древну лобању, нешто смртоносно лови и прогања дрво док је један од истраживача посебно погођен. |                    |                                 |                    |                              |                     |                                 |
| 464 | 11                 | "Слика Фендала (3. део)"        | Џорџ Септон-Фостер | Крис Бохер                   | 12. новембар 1977.  | 7.90                            |
| Доктор настоји да спречи поновно постојање Фендала, групног ентитета који се храни самим животом и за који се мислило да постоји само у митологији Господара Времена, али се меша вештица која тражи моћ. |                    |                                 |                    |                              |                     |                                 |
| 465 | 12                 | "Слика Фендала (4. део)"        | Џорџ Септон-Фостер | Крис Бохер                   | 19. новембар 1977.  | 9.10                            |
| Када се један од археолога преобразио и запретио огромном имплозијом, Фендал и његове компоненте Фендалини почињу да настају док Доктор, Лила и Тајлерови чине све што могу да то зауставе. |                    |                                 |                    |                              |                     |                                 |
| 466 | 13                 | "Творци Сунца (1. део)"         | Пенант Робертс     | Роберт Холмс                 | 26. новембар 1977.  | 8.50                            |
| Доктор и Лила слећу на Плутон у далекој будућности и откривају да га насељавају људи. Остављајући К9 у ТАРДИС-у, пар упознаје човека који размишља о самоубиству након што није у стању да плати очев „порез на смрт“. |                    |                                 |                    |                              |                     |                                 |
| 467 | 14                 | "Творци Сунца (2. део)"         | Пенант Робертс     | Роберт Холмс                 | 3. децембар 1977.   | 9.50                            |
| Ухваћен од стране власти, Доктор се налази у поправном центру где треба да буде припремљен за болне шок-терапију што га чини неспособним да се врати у датом временском оквиру подземним побуњеницима који држе Лилу који су спремни да је убију као што су обећали. |                    |                                 |                    |                              |                     |                                 |
| 468 | 15                 | "Творци Сунца (3. део)"         | Пенант Робертс     | Роберт Холмс                 | 10. децембар 1977.  | 8.90                            |
| Немилосрдни сакупљач који води "Друштво" награђује Доктора за његово хватање док је већ заробљена Лила осуђена на јавно погубљење преко пароброда због злочина против "Друштва". |                    |                                 |                    |                              |                     |                                 |
| 469 | 16                 | "Творци Сунца (4. део)"         | Пенант Робертс     | Роберт Холмс                 | 17. децембар 1977.  | 8.40                            |
| Покушавајући да започне успешну револуцију, Доктор користи Плутонов систем јавног оглашавања да објави успешну револуцију, све време покушавајући да утврди праву врсту сакупљача и зашто се чини да он или он или он настоји да одузме живот људима. |                    |                                 |                    |                              |                     |                                 |
| 470 | 17                 | "Подземље (1. део)"             | Норман Стјуарт     | Боб Бејкер и Дејв Мартин     | 7. јануар 1978.     | 8.90                            |
| Материјализирајући се на рубу космоса, граници стварања, Доктор, Лила и К-9 сусрећу четири древна свемирска путника са Миниоса, првог рода који је икада контактирао Господаре времена. Сви осим изумрли због њиховог сусрета са Господарима времена, Минијанци (подмлађени 1000 пута сваки) су кренули у дугу потрагу стару 100 000 година тражећи свемиром изгубљену родну банку своје врсте коју ће однети у нови свет. Али њихов једнако стари брод коначно пропада јер је подлегао тежином привлачењу новоформираног сунца и одвео Доктора и његову дружину са собом. |                    |                                 |                    |                              |                     |                                 |
| 471 | 18                 | "Подземље (2. део)"             | Норман Стјуарт     | Боб Бејкер и Дејв Мартин     | 14. јануар 1978.    | 9.10                            |
| Срушивши се у новоформирану планету, Доктор и други налазе да је насељена рударским друштвом робова где се стене сакупљају ради радиоактивне енергије, а људски живот има малу вредност. Са становништвом које је контролисано намерним упадањем у пећине, отровним плином и периодичним жртвовањем Пророчишту, рудари звани Трогови такође су потомци Миниоса који очајнички желе слободу. |                    |                                 |                    |                              |                     |                                 |
| 472 | 19                 | "Подземље (3. део)"             | Норман Стјуарт     | Боб Бејкер и Дејв Мартин     | 21. јануар 1978.    | 8.90                            |
| Ухвативши Доктора и Лилу, чувари цитаделе су веома задовољни што имају више субјеката за своја јавна погубљења, али то само изазива побуну Трога. |                    |                                 |                    |                              |                     |                                 |
| 473 | 20                 | "Подземље (4. део)"             | Норман Стјуарт     | Боб Бејкер и Дејв Мартин     | 28. јануар 1978.    | 11.70                           |
| Пошто је побуна Трога близу успеха, Оракл даје путницима Миниос оно што траже (давно изгубљену банку трка) у нади да ће отићи мирно и одмах, али Доктор сумња да неће све бити тако пријатељски. А шта да се ради са Троговима? |                    |                                 |                    |                              |                     |                                 |
| 474 | 21                 | "Најезда времена (1. део)"      | Џералд Блејк       | Грејем Вилијамс и Ентони Рид | 4. фебруар 1978.    | 11.20                           |
| Пошто је у тајности потписао уговор, Доктор се враћа у Галифреј са Лилом и К9 како би затражио своју титулу председника Високог савета господара времена. |                    |                                 |                    |                              |                     |                                 |
| 475 | 22                 | "Најезда времена (2. део)"      | Џералд Блејк       | Грејем Вилијамс и Ентони Рид | 11. фебруар 1978.   | 11.40                           |
| Доктор наређује да се Лила протера са Капитола, а затим наређује К9 да минира Галифрејеву одбрану. |                    |                                 |                    |                              |                     |                                 |
| 476 | 23                 | "Најезда времена (3. део)"      | Џералд Блејк       | Грејем Вилијамс и Ентони Рид | 18. фебруар 1978.   | 9.50                            |
| Доктор дозвољава Варданцима да заузму Галифреј док Лила и Родан одлазе у пустош да траже помоћ. |                    |                                 |                    |                              |                     |                                 |
| 477 | 24                 | "Најезда времена (4. део)"      | Џералд Блејк       | Грејем Вилијамс и Ентони Рид | 25. фебруар 1978.   | 10.90                           |
| Доктор убеђује Андреда да му верује док ради на протеривању Вардана док Лила окупља Аутсајдере за напад на Капитол. |                    |                                 |                    |                              |                     |                                 |
| 478 | 25                 | "Најезда времена (5. део)"      | Џералд Блејк       | Грејем Вилијамс и Ентони Рид | 4. март 1978.       | 10.30                           |
| Доктор и његови пријатељи беже од Сонтаранаца, а Доктор покушава да убеди Борусу да напусти своју свету службу како би помогао да их победи. |                    |                                 |                    |                              |                     |                                 |
| 479 | 26                 | "Најезда времена (6. део)"      | Џералд Блејк       | Грејем Вилијамс и Ентони Рид | 11. март 1978.      | 9.80                            |
| Доктор и његови пријатељи налазе се уточиште у ТАРДИС-у, али их Стор и Келнер прогоне. |                    |                                 |                    |                              |                     |                                 |

## Продукција
Петнаеста сезона се показала као тешко прелазно раздобље. Одлазак Филипа Хинчлајфа поклопио се са губитком низа дугогодишњих сарадника у серији пошто је Грејем Вилијамс преузео место продуцента. Вилијамс је приметио: "Морао сам да покушам да пронађем неке нове, а то није био најмањи проблем. Боб Холмс је годинама заглавио на Венг-Ћангу ... сви сценарији су каснили...".
Роберт Холмс је остао да ради на три приче које је наручио док га је његов наследник Ентони Рид пратио у припремама за преузимање места. Рид, искусни редитељ и продуцент, пристао је на место уредника сценарија само зато што је био заинтригиран приликом да ради на серији. Холмс је завршио Терор Фанг Рока и Невидљивог непријатеља пре него што је отишао због уметничке исцрпљености. Слика Фендала пала је на Рида који је морао на брзину да упише К-9 у причу када га је Холмс учинио редовним ликом.
Док је Том Бејкер уживао у раду са Џоном Лисоном (глас К-9) на пробама, није му се свидео реквизит. Холмс се присећао, „то је некада доводило Тома у резерву, а често би га избацио из фрустрације“. Холмс је пристао да напише Творце Сунца, а док је прича требало да прати К-9-ов увод и да га успостави као редовног лика, проблеми са распоредом – што је исходило одлагањем сценарија које је Фанг Рок морао да замени – били су неопходни па се редослед прича променио, а Фендал му је претходио.
Бејкеру је било тешко да прихвати насилни лик Лиле од њеног представљања, што је допринело растућим напетостима између њега и Луиз Џејмсон. Према Џејмсониним речима, напетост је достигла врхунац током снимања Фeнг Рока када се коначно суочила са Бејкером због вишеструких снимака сцене изазване тиме што је он рано ушао и прекинуо је. Напетости између њих двоје су се смањиле током сезоне.
Рид је наручио Бобу Бејкеру и Дејву Мартину да напишу Подземље, претпоследњу причу у сезони. Производња је одмах била тешко погођена рекордном инфлацијом што је довело до тога да дизајнерско особље ради даноноћно и измишља нове технике и поступке како би завршили причу на време. Последња прича Инвазија времена показала се још хаотичнијом: са смањеним буџетом, потпуним поновним писањем Рида и Вилијамса у последњем тренутку и индустријским спором ББЦ-а између одељења за реквизите и расвету.

## Емитовање
Цела сезона је емитована од 3. септембра 1977. до 11. марта 1978. године.

## Напомена
1. ↑  К9 се појавио и у епизодама "Слика Фендала (1. део)" и "Слика Фендала (4. део)", али није пуштао глас.